# The Orchard (entreprise)
The Orchard est une entreprise de distribution et licence de contenus musicaux et audiovisuels pour les artistes et labels indépendants. La société est fondée en 1997 par le producteur Richard Gottehrer. 
La structure a également signé directement des artistes comme Boyz II Men ou Simply Red.
En mars 2014, l'entreprise acquiert BalconyTV.com.

## Artistes
Liste non exhaustive.
- Primus (groupe)
- NUD
- Guided by Voices
- The Antlers
- Bassic
- Boyz II Men
- Diego el Cigala
- Hollie Cook
- The Drums
- Factory 81
- Elena Gheorghe
- Kina Grannis
- Wynton Marsalis
- The Raveonettes
- Royce da 5'9"
- Marco Barrientos
- Michael Kiessou
- Scoundrels
- Sevendust
- Nancy Sinatra
- Esperanza Spalding
- Butch Walker
- Mister V
- Lilian Renaud
- $uicideboy$
- David Grumel
- Vitamin X
- Pierre Estève
- Sublife (Label Electro/House de Booba)